# 科乐收
科乐收（CLAAS）是一家总部位于德国的名称北莱茵-威斯特法伦哈瑟温克尔的农业机械（收割機、联合收割机、青贮机、拖拉机、装载机）制造商。 CLAAS成立於1913 年。  在2019财年，该公司的约78.5%的销售额来自德国境外。 